# Высокий Полк (Светлогорский район)

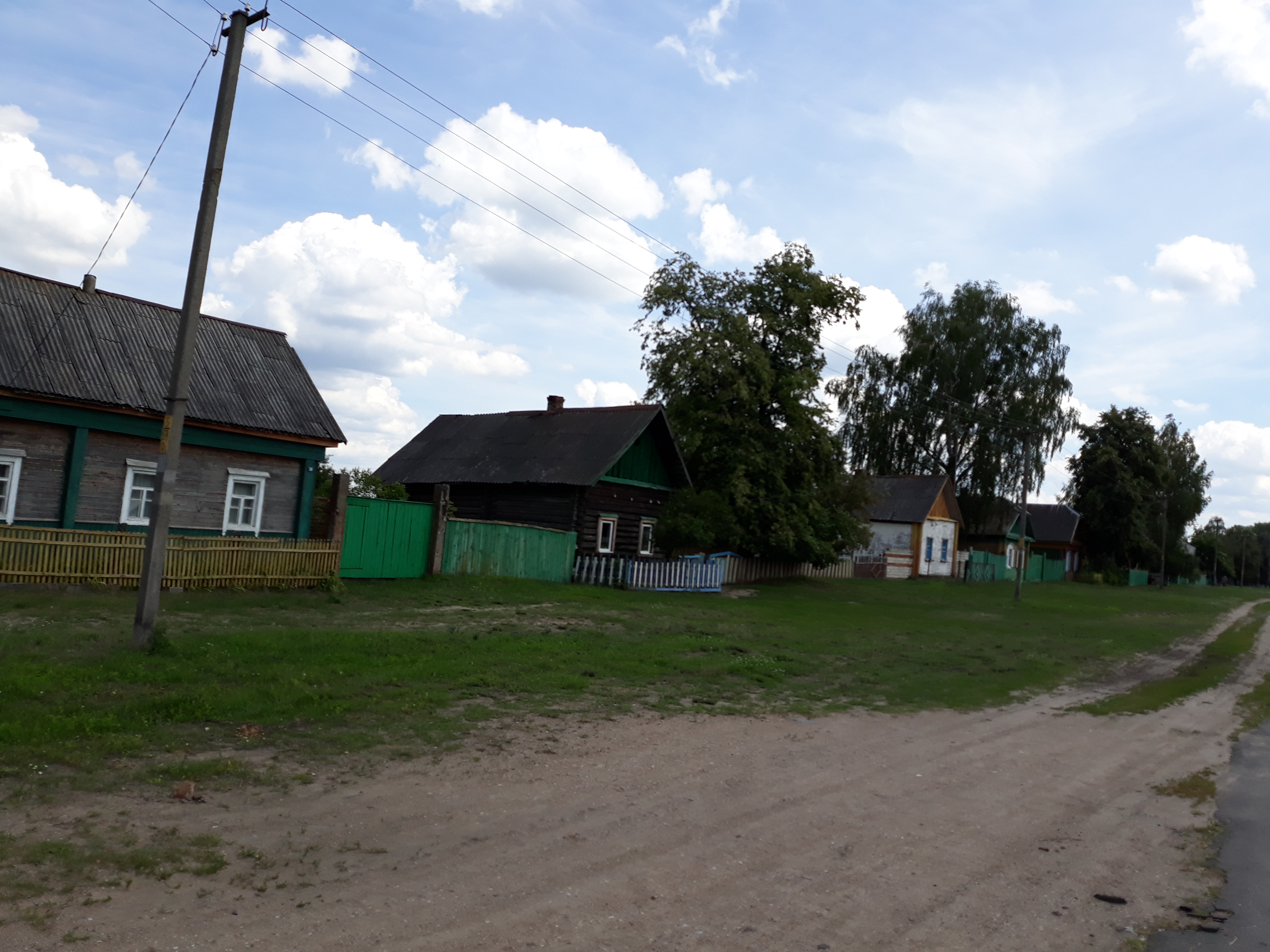

Высокий Полк (бел. Высо́кі Полк) — деревня в Паричском сельсовете Светлогорского района Гомельской области Республики Беларусь.
На западе граничит с лесом.

## География

### Расположение
В 35 км на северо-запад от Светлогорска, 33 км от железнодорожной станции Светлогорск-на-Березине, 145 км от Гомеля.

## Транспортная сеть
На автодороге Бобруйск — Речица. Планировка состоит из прямолинейной широтной улицы, к которой с юга присоединяются 2 переулка. Застройка двусторонняя, деревянная, усадебного типа.

## История
Согласно письменным источникам известна с XVII века как селение в Минском воеводстве Великого княжества Литовского. В инвентаре Бобруйского староства 1638 года обозначена как деревня.
После 2-го раздела Речи Посполитой с 1793 года в составе Российской империи. В 1879 году обозначена в числе селений Паричского церковного прихода. В 1908 году в Паричской волости Бобруйского уезда Минской губернии.
В середине 1920-х годов в деревню проложена линия электропередачи из Паричей электроэнергию для освещения. В 1930 году организован колхоз «Большевик», работали кирпичный завод и кузница. Во время Великой Отечественной войны немецкие каратели расстреляли в 1941-44 годах 4200 мирных жителей из разных селений (похоронены в братской могиле на месте расстрелов, в 0,8 км на север от деревни).
До 16 декабря 2009 года в составе Козловского сельсовета, с 16 декабря 2009 года в составе Паричского поселкового Совета депутатов, с 12 декабря 2013 года в составе Паричского сельсовета.

## Население

### Численность
- 2021 год — 105 жителей

### Динамика
- 1897 год — 31 двор, 183 жителя (согласно переписи)
- 1908 год — 40 дворов, 379 жителей
- 1917 год — 49 дворов, 296 жителей
- 1925 год — 63 двора
- 1959 год — 340 жителей (согласно переписи)
- 2004 год — 71 хозяйство, 145 жителей
- 2021 год — 105 жителей